# 溆浦南站
溆浦南站是沪昆客运专线长昆段的一个高铁车站，位于中国湖南省怀化市溆浦县北斗溪乡，于2014年12月16日投入运营。

## 停靠车次
以下为每天在溆浦南站停靠的车次及数量溆浦南站列车查询结果 （页面存档备份，存于）